# Dombiratos
Dombiratos is een plaats (község) en gemeente in het Hongaarse comitaat Békés. Dombiratos telt 757 inwoners (2002).